# Komunikacija u grupi

U grupnoj komunikaciji članovi grupe povezani jedni sa drugima,razmjenjuju ideje i mišljenja,nastoje da utvrede zajednička interesovanja,da formulišu i pokušaju da riješe probleme koji su zajednički za sve pripadnike grupe.
Grupa je socijalna zajednica koju sačinjava više individua,koji obrazuju jednu cjelinu na osnovu nekih zajedničkih interesa i ciljeva i na osnovu interakcije između članova te grupe.

## Osnovne odlike grupe
Svaku grupu karakterišu određene odlike.Osnovne odlike grupe su:
- da bi neka grupa nastala,njeni članovi moraju biti u nekoj vrsti međusobnog odnosa ili veze
- članovi grupe moraju imati zajedničke ciljeve i interese,smisao i svrhu udruživanja
- pripadnici grupe prihvataju sistem zajedničkih vrijednosti ili normi ponašanja
- članovi grupe razvijaju određeno ponašanje karakteristično za tu grupu
- stabilnost grupe
- članovi grupe dobijaju određeni identitet koji zahtjeva ta grupa.

## Vrste grupe
U odnosu na karakter i funkciju grupe imamo tri osnovne vrste grupe:
- porodične grupe
- neformalne prijateljske grupe
- formalne organizovane grupe

### Porodicne grupe
Porodica predstavlja primarnu ljudsku grupu,zasnovanu na krvnoj vezi.To je prvobitno okruženje u kome ljudsko biće raste ,razvija se i uči komunicirati.Tu se stiče primarno komuniciranje koje se kasnije primjenjuje i proširuje u kontaktu sa ljudima izvan porodičnog okruženja.

#### Neformalne prijateljske grupe
Neformalne prijateljske grupe ukazuju na važnost potrebe za pripadanjem i spadaju u kategoriju primarnih ljudskih grupa.Atmosfera slobodnog komuniciranja sa drugima stvara se u prijateljskim grupama koje karakteriše udruživanje među jednakima.Unutar grupe vlada neposredna odnosno lična komunikacija sa svim članovima grupe.

#### Formalne organizovane grupe
Formalne organizovane grupe predstavljaju element svakog društva.U njih spadaju školske i univerzitetske grupe,profesionalne i sportske organizacije,klubovi mladih,crkvena udruženja,političke partije,sindikati.U ovakvim grupama omogućava se aktivno učešće individua u komuniciranju sa drugima kao i čitavim društvom.Ove grupe ubrajamo u velike,sekundarne grupe.

## Uloge ljudi u grupi
Svaki pojedinac u grupi ima određenu ulogu.Uloga predstavlja način ponašanja u grupi,prihvatljiv za određenu situaciju.Uloge možemo razvrstati u četiri osnovne grupe:
- profesionalne uloge-model ponašanja koji je nametnut određenom profesijom
- starosne uloge-ukazuje na različita ponašanja sve u zavisnosti od starosne dobi
- polne uloge-model ponašanja u komunikaciji sa drugim ljudima,istog ili suprotnog pola
- klasne i statusne uloge-predstavljaju model ponašanja koji zavisi od društvenog statusa osobe

## Funkcionisanje grupe
Svaka grupa funkcioniše na osnovu izvjesne privlačnosti koja se javlja među pripadnicima grupe.Ono što najviše utiče na privlačenje članova grupe jeste sličnost u stavovima.Ljudi održavaju veze jedino sa onima za koje ih veže usaglašavanje stavova.
Učestvovanje u grupi podrazumjeva prihvatanje pravila ponašanja članova u grupi i samim tim i njen opstanak.U grupama se uspostavlja struktura statusa koja predstavlja vrijednost pojedinca u okviru grupe.Članovi čiji je doprinos veći uživaju status omiljenih ili najuticajnijih članova.Grupe mogu imati ali i ne moraju vođu koji ima funkciju da pokrene i usmjeri sve članove prema ostvarenju zajedničkih ciljeva kao i povezivanje grupa sa širom društvenom strukturom.Članovi grupe koriste različite vještine kako bi bili ne samo aktivni učesnici grupe,već i kako bi svojim angažovanjem doprinjeli efikasnijem funkcionisanju grupe.Komunikacijske vještine u grupi čini davanje pohvala,nuđenje ideja i informacija,traženje mišljenja od drugih,zatim sugerisanje akcija koje će motivisati ne samo pojedine članove,već i grupu u cjelini.